# Глен Гарднер (Њу Џерзи)
Глен Гарднер (енгл. Glen Gardner) град је у америчкој савезној држави Њу Џерзи.

## Демографија
По попису из 2010. године број становника је 1.704, што је 198 (-10,4%) становника мање него 2000. године.
| Група             | 2000.         | 2010.         |
| Белци             | 1.769 (93,0%) | 1.534 (90,0%) |
| Афроамериканци    | 17 (0,9%)     | 30 (1,8%)     |
| Азијати           | 28 (1,5%)     | 31 (1,8%)     |
| Хиспаноамериканци | 65 (3,4%)     | 90 (5,3%)     |
| Укупно            | 1.902         | 1.704         |